# Fédération française des écoles de cirque
Pour les articles homonymes, voir FNEC.
La Fédération Française des Écoles de Cirque (FFEC) créée en 1988 a pour mission de promouvoir le développement de l’enseignement des arts du cirque et d’en harmoniser la pédagogie.

## Histoire
En 1988, la Fédération Nationale des Écoles de Cirque (FNEC) est créée. Elle est rénovée en 1994 avec l'agrément de l'État pour donner la Fédération Française des Écoles de Cirque (FFEC),.
Elle regroupe aujourd’hui plus de 150 écoles de cirque. Chaque année, elle coorganise des Rencontres nationales des écoles de cirque en partenariat avec CIRCa, à l'occasion du festival CIRCa à Auch,.

## Formations et diplômes préparés
- Titre d'Initiateur aux Arts du Cirque (anciennement BIAC, Brevet d'Initiateur aux Arts du Cirques);
- Brevets de spécialisation aux arts du cirque, cirque adapté (BISAC) ;
- Diplômes d’état "Professeur de cirque" (DE)
- Brevet Professionnel de la Jeunesse, de l'Éducation Populaire et du Sport Spécialité Animateur Mention Activités du cirque (BPJEPS « activités du cirque »)
- Classes préparatoires aux métiers des arts du cirque ;
- Formations artistiques ;
- Stages de formation (sécurité, pédagogie, santé, administratif).

## Les FREC
Les Fédérations Régionales des Écoles de Cirque représentent les échelons régionaux de la FFEC. Regroupées autour de 12 structures, elles animent le réseau régional des écoles.
Elles offrent des formations diverses ; elles assurent les relations avec les instances politiques locales,.

## Les agréments
Les agréments ont pour ambition d’accompagner les structures dans une démarche de progrès ; ils rappellent à la fois la loi, donnent les préconisations de la Fédération (engagements) et proposent des outils pratiques ou informatifs.
Seules les structures associatives, les SCOP (société coopérative ouvrière de production), les SCIC (Société coopérative d'intérêt collectif), les collectivités territoriales et les établissements à financement public peuvent prétendre à une demande d’agréments.
La FFEC distingue deux niveaux de pratiques :
- pratique amateur : ce sont les écoles ou les ateliers des arts du cirque mono ou pluridisciplinaires. Ces ateliers peuvent être organisés sur des durées variables pour les adhérents directs de la structure ou en relation avec une autre structure : établissement scolaire ou socioculturel, établissement spécialisé, centre de vacances ou de loisirs… ;
- centre de formation : ils regroupent les classes préparatoires, les formations artistiques et pédagogiques préparant aux métiers des arts du cirque[10].